# Reflex de Ferguson
El reflex de Ferguson (també anomenat reflex d'ejecció fetal) és el reflex neuroendocrí que comprèn el cicle autosostenible de contraccions uterines iniciades per pressió al coll uterí, més precisament, a l'extrem intern del coll uterí o parets vaginals. És un exemple de retroalimentació positiva en biologia. El reflex de Ferguson es produeix en mamífers.

## Mecanisme
En aplicar pressió a l'extrem intern del coll uterí, s'allibera oxitocina (per tant, augment de les proteïnes contràctils), que estimula les contraccions uterines, que al seu torn augmenta la pressió sobre el coll uterí (augmentant així l'alliberament d'oxitocina, etc.), fins que el nadó està lliurat. La informació sensorial sobre l'estirament mecànic del coll uterí es transporta en una neurona sensorial, que fa sinapsis a la banya dorsal abans d'ascendir al cervell per les columnes anterolaterals (via ipsilateral i contralateral).
A través del paquet medial del prosencèfal, l'eferent arriba al Nucli paraventricular i al nucli supraòptic de l'hipotàlem. La hipòfisi posterior allibera oxitocina a causa de l'augment del tret al tracte hipotàlem-hipofisari L'oxitocina actua sobre el miometri, sobre els receptors que han estat regulats per un augment funcional de la relació estrògen-progesterona. Aquest canvi de relació funcional està mediat per una disminució de la sensibilitat miometrial a la progesterona, a causa d'una disminució del receptor A de progesterona, i un augment concurrent de la sensibilitat miometrial als estrògens, a causa d'un augment del receptor d'estrògens α. Això provoca una contracció del miometri i una retroalimentació positiva addicional sobre el reflex.
Els estudis entre ovelles van demostrar que el reflex de Ferguson està bloquejat per l'anestèsia epidural. En els seus estudis entre ratolins, Niles Newton i els seus col·legues van demostrar la importància de les influències corticals. Van ampliar el tema introduint el terme reflex d'expulsió del fetus.
El concepte d'influències corticals va proporcionar raons per plantejar preguntes sobre el procés de part entre els humans, caracteritzat per un quocient d'encefalització elevat. Michel Odent havia observat que les dones poden experimentar aquest reflex, caracteritzat per un part després d'una breu sèrie de contraccions irresistibles i poderoses sense cap espai per a moviments voluntaris, donant lloc a un part sense dolor. Perquè es produeixi aquesta cascada hormonal requereix una seguretat psicològica suficient, com passa en el part normal o no alterat. Com més alta sigui la taxa d'intervenció, com la inducció o la cesària, menor serà la probabilitat que es produeixi el reflex de Ferguson. En canvi, com més baixa sigui la incidència d'intervenció, com es troba en aquells països amb una alta taxa de parts a casa Arxivat 2020-11-11 a Wayback Machine. i centres de naixement a tot el món, més probabilitat és que es produeixi el reflex de Ferguson. Això pot explicar la manca d'investigació, tenint en compte els beneficis per a la salut pública d'aquesta educació tant per als hospitals com per al públic en general.